# Qorilazo
El qorilazo (del quechua sureño: Qurilasu) es la denominación de personas que habitan en zonas rurales del sur del Perú, dedicadas principalmente a la ganadería. Tradicionalmente, los qorilazos son jinetes, dedicados a la domesticación de caballos y carreras de estos, siendo un tipo de jinetes similares a los llaneros colombianos y venezolanos, huasos chilenos, montuvios ecuatorianos, vaqueros mexicanos Chumbivilcas, Cusco. El nombre de qorilazo proviene del idioma quechua quri = 'oro', y lazo (nombre comúnmente utilizado por los españoles que por aquellos años colonizaron muchos distritos en Chumbivilcas) = cuerda o soga de cuero típico de la zona; en otras palabras, lazadores de oro, existiendo una leyenda que cuenta sobre unos toros de oro salidos de una laguna.
El baile tradicional del qorilazo es el huayno, y también la marinera, utilizando botas altas con espuelas, poncho a la espalda, sombrero de ala levantada, lazo al hombro y en la cintura, faja y cinturón. La vestimenta es de origen hispánico.
Estos vaqueros se dedican a la crianza de ganado bovino, ya sea a la crianza de reses para la carne o lecheras, utilizando razas criollas, holstein, charolais y hereford. También se encuentra el chalán, acaudalado señor del Norte del Perú, propietario de grandes extensiones de terreno, donde cría reses especialmente de carne, y dueño de grandes haciendas agrícolas y ganaderas.

## Etimología
Ccorilazo proviene de la unión del vocablo quechua quri (‘oro’) y la voz española lazo, por lo que significaría ‘lazo dorado’.

## El Qorilazo chumbivilcano
El gran qorilazo de Chumbivilcas habita en las pampas, vestido con sus chaparreras de cuero y sombrero típico. Siempre se encuentra esperando la llegada de una nueva fiesta o tradición para hacer gala de su valentía y demostrar su afición por la bravura de la tierra de fuego con alguna demostración ante toros, caballos, etc.
Siempre está presente en fiestas folklóricas importantes como el Festival de Wamanmarca en Santo Tomás, el Festival de Chuqkcho en Santo Tomás, el Festival de Warari en Livitaca, el Festival folklórico de Wanenqaqa en Llusco, y el Festival folklórico de Alqavictoria celebrado en Velille. Tampoco puede faltar su presencia en tradiciones como domas, rodeos y corridas de toros.

## Estudios y publicaciones
- Villena Aguirre, Arturo: Qorilazo y región de refugio en el contexto andino, Librería Peñarol, 1984.